# القاعده العليا (المضاربة والعارة)

تعديل مصدري - تعديل

القاعدة العليا هي إحدى قرى عزلة المضاربة بمديرية المضاربة والعارة التابعة لمحافظة لحج، بلغ تعداد سكانها 130 نسمة حسب تعداد اليمن لعام 2004.